# Nam Yên Trai Bút Lục
Nam Yên Trai Bút Lục (Trung Quốc:南烟斋笔录) là một bộ phim truyền hình Trung Quốc chưa phát sóng. Phim được cải biên từ bộ truyện tranh cùng tên của Xác Tiểu Sát và Tả Tiểu Linh do Lưu Hải Ba, Diệp Chiêu Nghi đồng đạo diễn. Phim có sự tham gia của Lưu Diệc Phi, Tỉnh Bách Nhiên và các diễn viên khác.

## Nội dung
Công chức thành phố Đường Mạn sau khi vấp phải rất nhiều những chuyện buồn trong sự nghiệp và tình yêu, quay về quê nhà nghỉ ngơi, trong thời gian đó đã tìm thấy một quyển bản thảo xưa cũ "Nam Yên Trai Bút Lục". Trong quyển bản thảo kể về thời kỳ cuối nhà Thanh và đầu năm Dân Quốc, thanh niên yêu nước Diệp Thân và Lục Mạn Sênh cô chủ tiệm hương liệu Nam Yên Trai, bởi vì hiểu lầm mà kết duyên, cuối cùng đã cùng nhau tương thân tương ái trải qua muôn vàn khó khăn. Trong bản thảo, Lục Mạn Sênh là người có năng lực kỳ diệu và sứ mạng đặc biệt, hóa giải những vướng mắc trong lòng cho những si nam oán nữ đau khổ vì tình yêu, làm cho mỗi cuộc tình đều đẹp thê lương, cho dù kết cục viên mãn hay không, cũng đều có thể chất chứa tiếc nuối trong lòng.
Mà Lục Mạn Sênh vừa hóa giải u sầu, xua tan khó khăn trong tình yêu của mọi người, đồng thời tình cảm với Diệp Thân lại trải qua những trắc trở và hiểu lầm, cuối cùng nhờ sự giúp đỡ của thân nhân và bạn bè, không chỉ tìm được giá trị cuộc sống của mỗi người, mà còn có cả sự thăng hoa trong mặt tinh thần.
Truyền thuyết tình yêu dân quốc "Nam Yên Trai Bút Lục" tuy chỉ là tiểu thuyết, lại cổ vũ khích lệ người đọc Đường Mạn, giúp cho cô gái trẻ tuổi dũng cảm đối mặt với cuộc sống thực tế khó khăn, tìm thấy được Chân - Thiện - Mỹ, cuối cùng tìm được ý nghĩa thật sự của cuộc sống.

## Sản xuất
- Công ty sản xuất: Công ty cổ phần văn hóa truyền hình và điện ảnh Thượng Hải[5][6]
- Nguyên tác: Xác Tiểu Sát, Tả Tiểu Linh.
- Đạo diễn: Lưu Hải Ba, Diệp Chiêu Nghi
- Biên kịch: Ngô Cửu Tịch, Phùng Hiệp
- Thiết kế tạo hình: Trương Thúc Bình.
- Chỉ đạo quay phim: Lý Hi
- Chỉ đạo ánh sáng: Lục Nam Nam
- Toàn bộ thiết bị quay, ánh sáng và phương tiện di chuyển được cung cấp bởi "Hội sáng tạo phim ảnh"\

Ngày 28/12/2017 khai máy
Ngày 15/6/2018 đóng máy

#### Bối cảnh sáng tác
Bộ phim được cải biên dựa vào bộ truyện tranh cùng tên. Điểm nổi bật nhất của toàn bộ câu chuyện là nam nữ chính có năng lực thần bí, trong phim có thôi miên, thần bí, mộng ảo, ngược luyến và các yếu tố khác khiến cho mọi người cảm thấy ngạc nhiên thích thú.
Các nhà sản xuất cảm thấy không gian và thời gian vừa thật vừa ảo cùng với yêu hận phản chiếu lý tưởng và thực tế trong cuộc sống thật, giống với "Thế giới bình thường" vậy, vẫn là sự suy ngẫm của bản thân về "con người".

## Giới thiệu nhân vật
| Diễn viên       | Nhân Vật        | Giới Thiệu |
| Lưu Diệc Phi    | Lục Mạn Sênh    | Lục Mạn Sênh là cô chủ tiệm Nam Yên Trai, hóa giải những vướng mắc trong lòng cho những si nam oán nữ đau khổ vì tình yêu, là một cô gái có năng lực kỳ diệu và sứ mạng đặc biệt, tiểu thư khuê các thần bí và xinh đẹp kiều diễm. |
| Tỉnh Bách Nhiên | Diệp Thân       | Diệp Thân là một kì tài trời sinh rất khiêm tốn, anh ấy suy nghĩ thận trọng, sở hữu IQ và EQ cực cao, trọng tình trọng nghĩa, nhưng lại lúc chánh lúc tà.                                                                          |
| Lưu Mẫn Đào     | Vân Nương       | |
| Trương Hàm Vận  | Đới Vãn Thanh   | |
| Ngụy Đại Huân   | Triệu Tín Chấp  | |
| Kim Hạo         | Nguyên Thế Thần | |